# Ryszard Katus
Ryszard Katus (ur. 29 marca 1947 w Boskiej Woli) – polski lekkoatleta wieloboista, medalista olimpijski.

## Osiągnięcia
Startował w dziesięcioboju. Zajął w nim 14. miejsce na mistrzostwach Europy w 1971 w Helsinkach.
Na igrzyskach olimpijskich w 1972 w Monachium wywalczył w tej konkurencji brązowy medal, przegrywając jedynie z reprezentantami Związku Radzieckiego Mykolą Awiłowem i Łeonidem Łytwynenko. Zajął 5. miejsce na mistrzostwach Europy w 1974 w Rzymie i 12. miejsce na igrzyskach olimpijskich w 1976 w Montrealu.
Trzy razy zdobywał mistrzostwo Polski w dziesięcioboju: w 1974, 1975 i 1978, cztery razy był wicemistrzem (w 1969, 1973, 1976 i 1979) i również cztery razy brązowym medalistą (w 1968, 1970, 1971 i 1977). Był zawodnikiem Gwardii Warszawa.
W 1972 został odznaczony Złotym Krzyżem Zasługi.

## Rekordy życiowe
- dziesięciobój – 7977 pkt. (13 czerwca 1976, Spała) – 9. wynik w historii polskiej lekkoatletyki (maj 2021)[6]

## Odznaczenia
Został odznaczony m.in. Złotym Krzyżem Zasługi i Medalem za Wybitne Osiągnięcia Sportowe.

## Emigracja
Na początku lat osiemdziesiątych wyemigrował do USA (Los Angeles), gdzie był trenerem (Santa Monica College).